# Lew Alexandrowitsch Naryschkin (1785–1846)

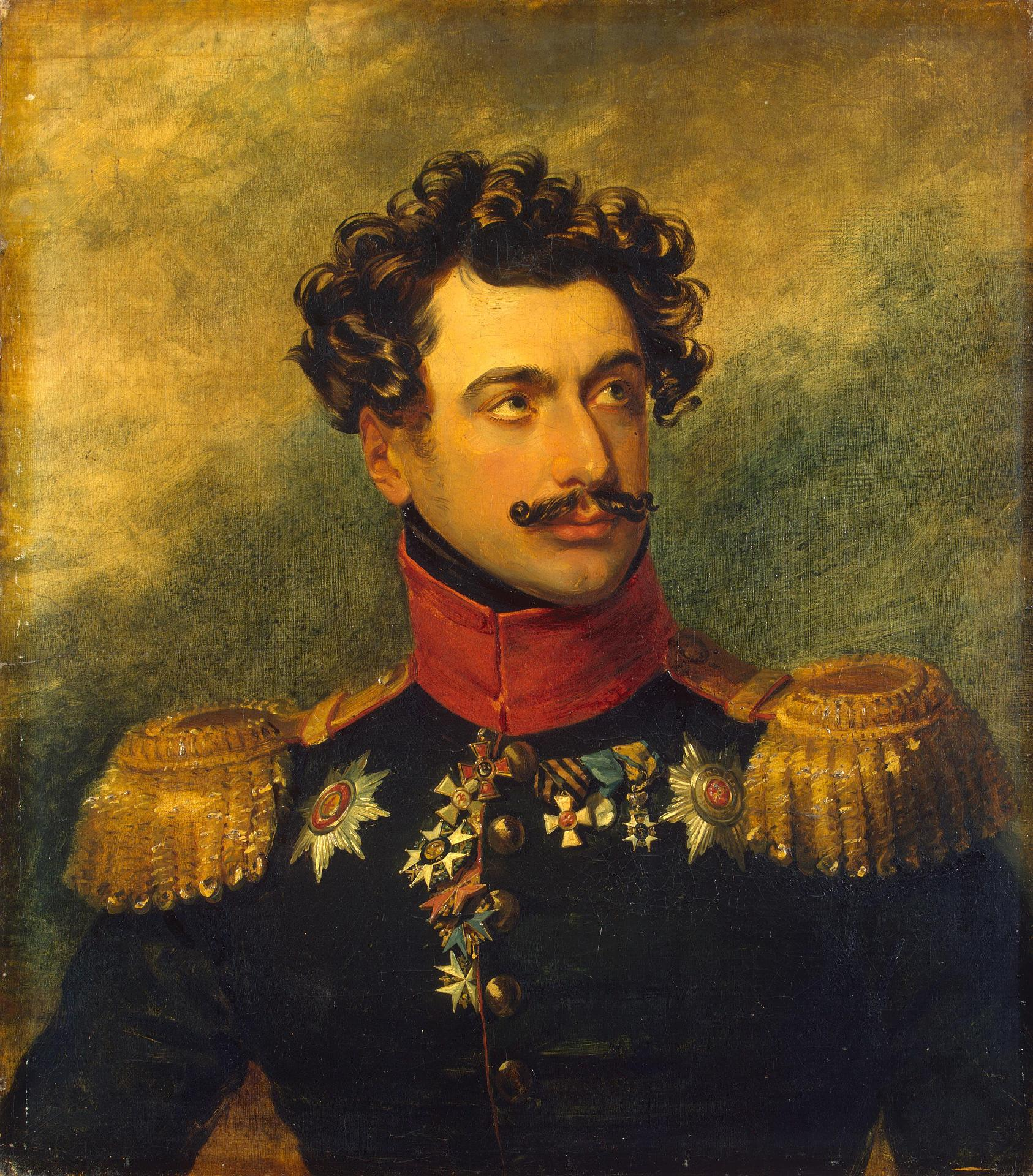
Lew Alexandrowitsch Naryschkin

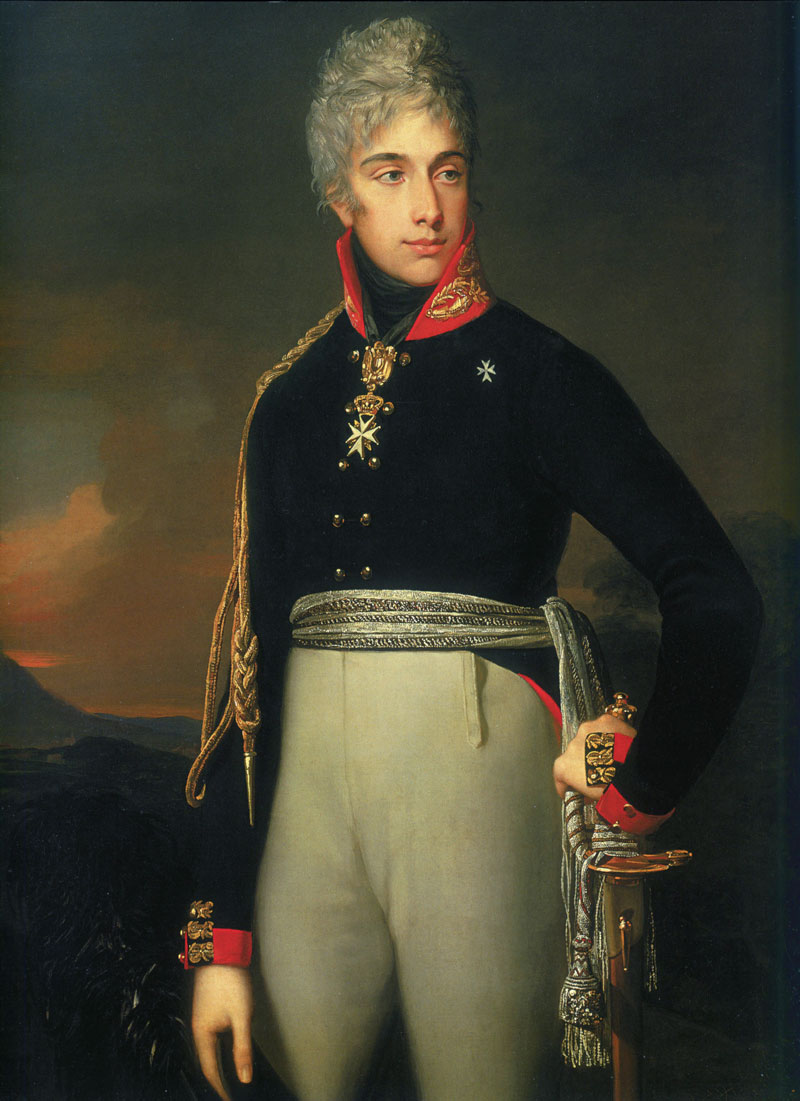
Lew Alexandrowitsch Naryschkin

Fürst Lew Alexandrowitsch Naryschkin (russisch Лев Александрович Нарышкин) (* 5. Februarjul. / 16. Februar 1785greg.; † 17. Novemberjul. / 29. November 1846greg. in Neapel) war ein russischer Generalleutnant. Er ist nicht zu verwechseln mit seinem Großvater gleichen Namens.

## Leben
Er stammte aus dem russischen Adelsgeschlecht Naryschkin und war der Sohn des Oberhofmarschalls Alexander Lwowitsch Naryschkin und der Hofdame Marija Alexejewna, geborene Senjawina, Tochter des Marineoffiziers Alexei Naumowitsch Senjawin und der Anna Elisabeth, geborene von Bradke. Lew Alexandrowitsch Naryschkin diente zunächst am kaiserlichen Hof und wurde 1799 zum Kammerherr ernannt, dann wechselte er zum Militär über. Am 22. Januar 1803 wurde er im Rang eines Leutnants im Preobraschensker Leibgarde-Regiment aufgenommen. Am 13. Februar 1807 wurde er als Hauptmann zum Leibgarde-Husarenregiment versetzt und nahm an den Schlachten von Guttstadt, Heilsberg und Friedland teil, dabei wurde er verwundet und am 26. September 1807 mit einem goldenen Säbel ausgezeichnet. Nach dem Ende des Krieges zog er sich wieder in den Dienst am Hof zurück.
Am 28. März 1812 kehrte er im Rang eines Hauptmanns zum Militärdienst zurück und trat in das Isjumer-Husarenregiment ein, mit dem er an den Schlachten bei Ostrowno, Smolensk und Borodino teilnahm; in der letzten Schlacht wurde er am Kopf verwundet. Als Adjutant des Generals Ferdinand von Wintzingerode geriet er während der französischen Besetzung Moskaus in Gefangenschaft. Im November 1812 schied Naryschkin als Mitglied der Leibgarde aus. Die Völkerschlacht bei Leipzig brachte ihm im Januar 1814 den Rang eines Generalmajors ein und die Ernennung zum Befehlshaber der Don-Kosaken-Brigade. 1844 erhielt er den Rang eines Generalleutnants. Lew Alexandrowitsch Naryschkin starb am 17. November 1846 in Neapel und fand seine letzte Ruhestätte in der Mariä-Verkündigungs-Kirche des Sankt Petersburger Alexander-Newski-Klosters.

## Familie

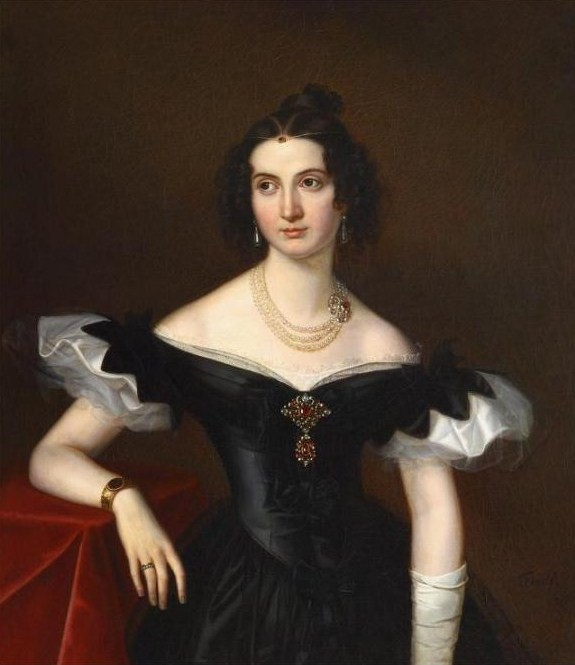
Olga Naryschkina

Lew Alexandrowitsch Naryschkin war mit Olga Potocka († 7. Oktober 1861 in Paris) verheiratet und Vater von Sofja Lwowna Naryschkina (* 28. Dezember 1830; † 28. Oktober 1894). Sein Neffe war der General Alexander Arkadjewitsch Suworow.

## Auszeichnungen
Inland
- Orden der Heiligen Anna
- Orden des Heiligen Georg, IV. Klasse
- Orden des Heiligen Wladimir
- Orden des Heiligen Johannes von Jerusalem
- Goldenes Schwert für Tapferkeit

Ausland
- Ehrenlegion
- Nordstern-Orden
- Roter Adlerorden
- Pour le Mérite